# La Chaudière
La Chaudière is een gemeente in het Franse departement Drôme (regio Auvergne-Rhône-Alpes) en telt 22 inwoners (2009). De plaats maakt deel uit van het arrondissement Die.

## Geografie
De oppervlakte van La Chaudière bedraagt 13,0 km², de bevolkingsdichtheid is dus 1,7 inwoners per km².

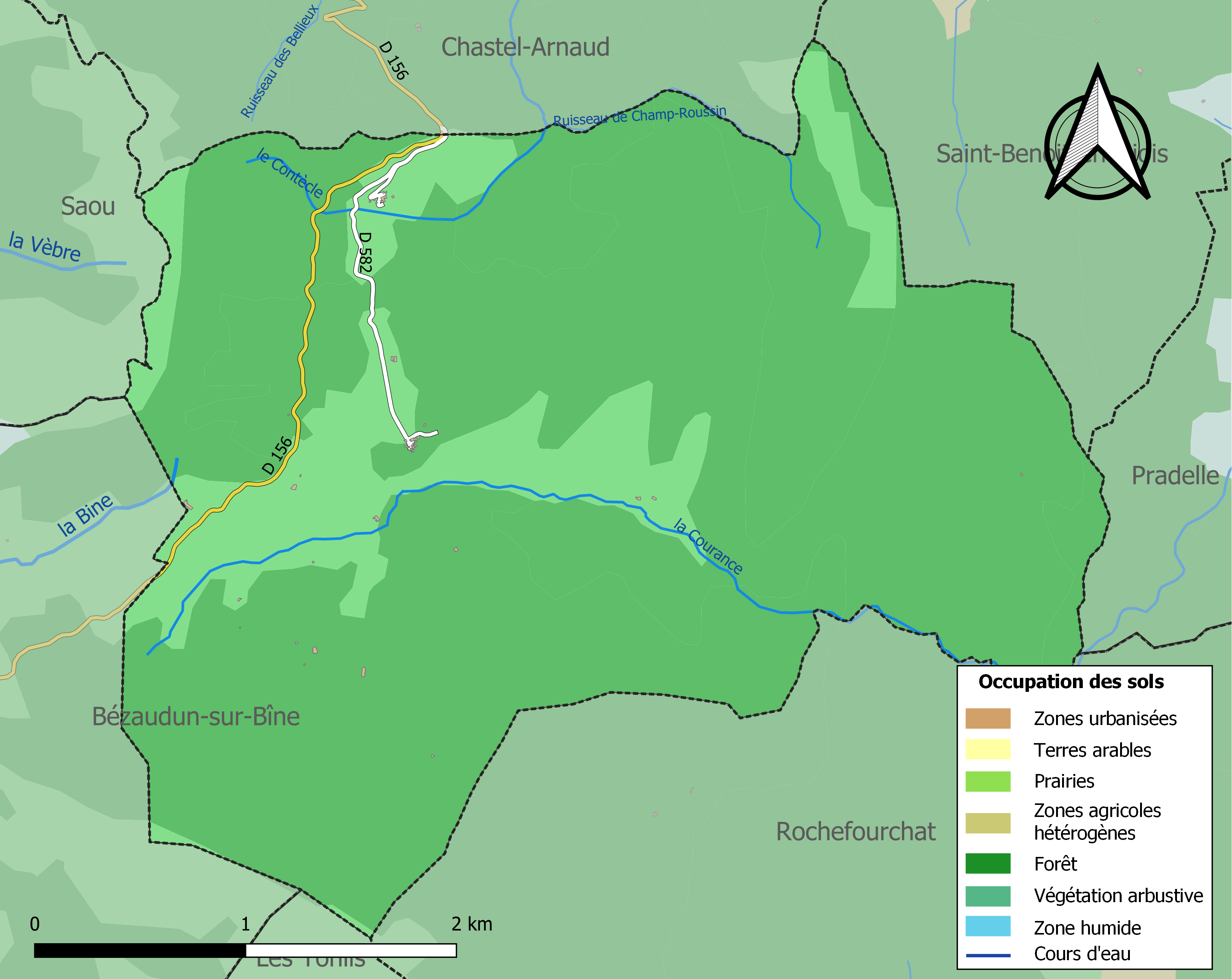
Kaart van de gemeente met belangrijkste infrastructuur, bodemgebruik en omliggende gemeenten

## Demografie
Onderstaande figuur toont het verloop van het inwonertal (bron: INSEE-tellingen).